# Pieska miłość
Pieska miłość (hiszp. Perro Amor) – amerykańska telenowela z 2010 roku. Wyprodukowana przez wytwórnię Telemundo
Telenowela została wyemitowana m.in. w Stanach Zjednoczonych przez kanał Telemundo.

## Obsada
- Carlos Ponce jako Antonio „El Perro” Brando
- Ana Lucía Domínguez jako Sofía Santana
- Maritza Rodríguez jako Camila Brando
- Khotan Fernández jako Rocky Pérez
- Maritza Bustamante jako Daniela Valdiri
- Zully Montero jako Doña Cecilia Brando
- Elluz Peraza jako Clemencia Brando
- Víctor Cámara jako Pedro Brando
- Rodrigo de la Rosa jako Gonzalo Caceres
- Natalia Ramírez jako Rosario Santana
- Raul Arrieta jako Diego Tamallo
- Martha Picanes jako Ligia Santana jako
- Rosalinda Rodriguez jako Doña Beatriz Caparroso
- Carlos Ferro jako Benny Caparroso
- Dayana Garroz jako Viviana
- Silvana Arias jako Veronica Jessica Murillo „La Vero”
- Manolo Coego jako Joaquin Valencia
- Fred Valle jako Fernando Valdiri
- Roberto Huicochea jako Giardinis Murillo
- Freddy Viquez jako Jairo Chaparro
- Roberto Levermann jako Usnavy Murillo
- Frank Falcon jako Juan Camilo
- Carlos Garin jako Angel Santana
- Adrian Carvajal jako Alejo Santana
- Marco Figueroa jako Marc
- Veronica Montes jako Lena
- Patricia de Leon jako Jennifer Lopez
- Paola Campodonico jako Lorena Lopez